# Dirk Stoppe
Dirk Stoppe (* 9. Juli 1971 in Berlin) ist ein deutscher Drehbuchautor und Filmeditor.
Stoppe wuchs in Berlin auf, wo er 1991 das Abitur machte. 1999 zog er nach Ludwigsburg, um Drehbuch an der Filmakademie Baden-Württemberg zu studieren. Das Studium schloss er 2005 ab. Stoppe arbeitete bereits während seines Studiums als Filmeditor. Nach dem Studium schrieb er Drehbücher für zwei Animationsfilme. Der Film Annie & Boo wurde 2004 beim Palm Springs International ShortFest als bester Animationsfilm ausgezeichnet. Des Weiteren schrieb Stoppe Drehbücher für Werbefilme sowie für Image- und Dokumentarfilme.

## Filmografie
- 2004: Annie & Boo (Drehbuch)
- 2006: Akteur (Drehbuch)
- 2010: Sie alle sind unsere Kinder – Zwei Väter gegen den Kreislauf der Gewalt (Schnitt)
- 2016: Manou – flieg’ flink! (Schnitt)
- 2016: Skywriters (Schnitt)
- 2021: Das Internat (Schnitt)